# Saїd El Khadraoui
Saïd El Khadraoui (ur. 9 kwietnia 1975 w Leuven) – belgijski i flamandzki polityk, poseł do Parlamentu Europejskiego V, VI i VII kadencji.

## Życiorys
Od strony ojca ma pochodzenie marokańskie. Ukończył historię nowożytną na Katholieke Universiteit Leuven. Był urzędnikiem państwowym w gabinecie politycznym belgijskiego wicepremiera i ministrów resortowych. W 1999 został zatrudniony w Ministerstwie Spraw Zagranicznych. Od 1994 sprawował mandat radnego w Leuven, w latach 2001–2003 pełnił funkcję zastępcy burmistrza.
W 2003 został wybrany do Izby Reprezentantów z ramienia flamandzkiej Partii Socjalistycznej (sp.a). W tym samym roku objął wakujący mandat deputowanego do Parlamentu Europejskiego. W wyborach europejskich w 2004 i w 2009 skutecznie ubiegał się o reelekcję. W PE VII kadencji zasiadł we frakcji socjalistów i demokratów.